# Michael Vesper

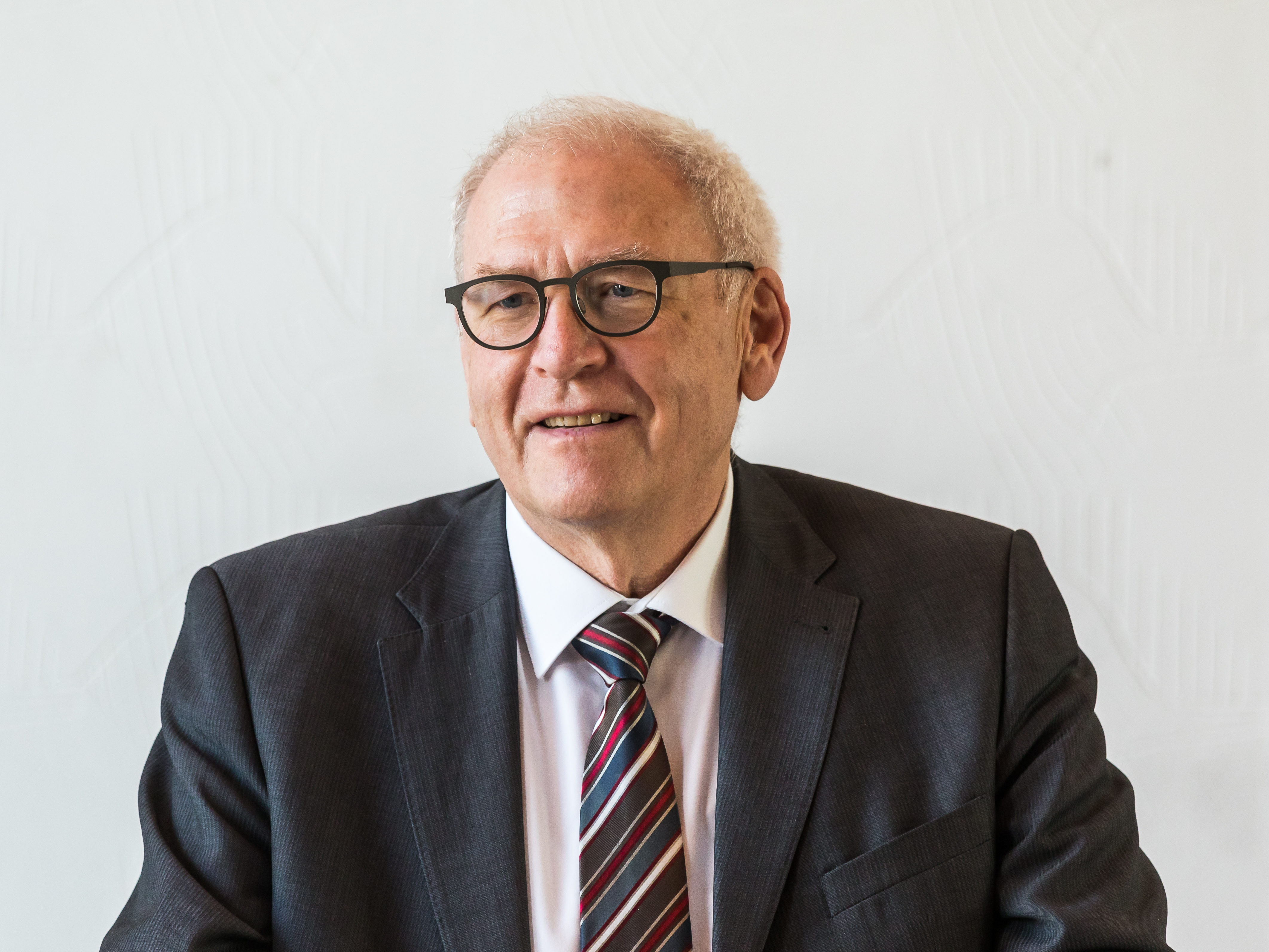
Michael Vesper (2022)

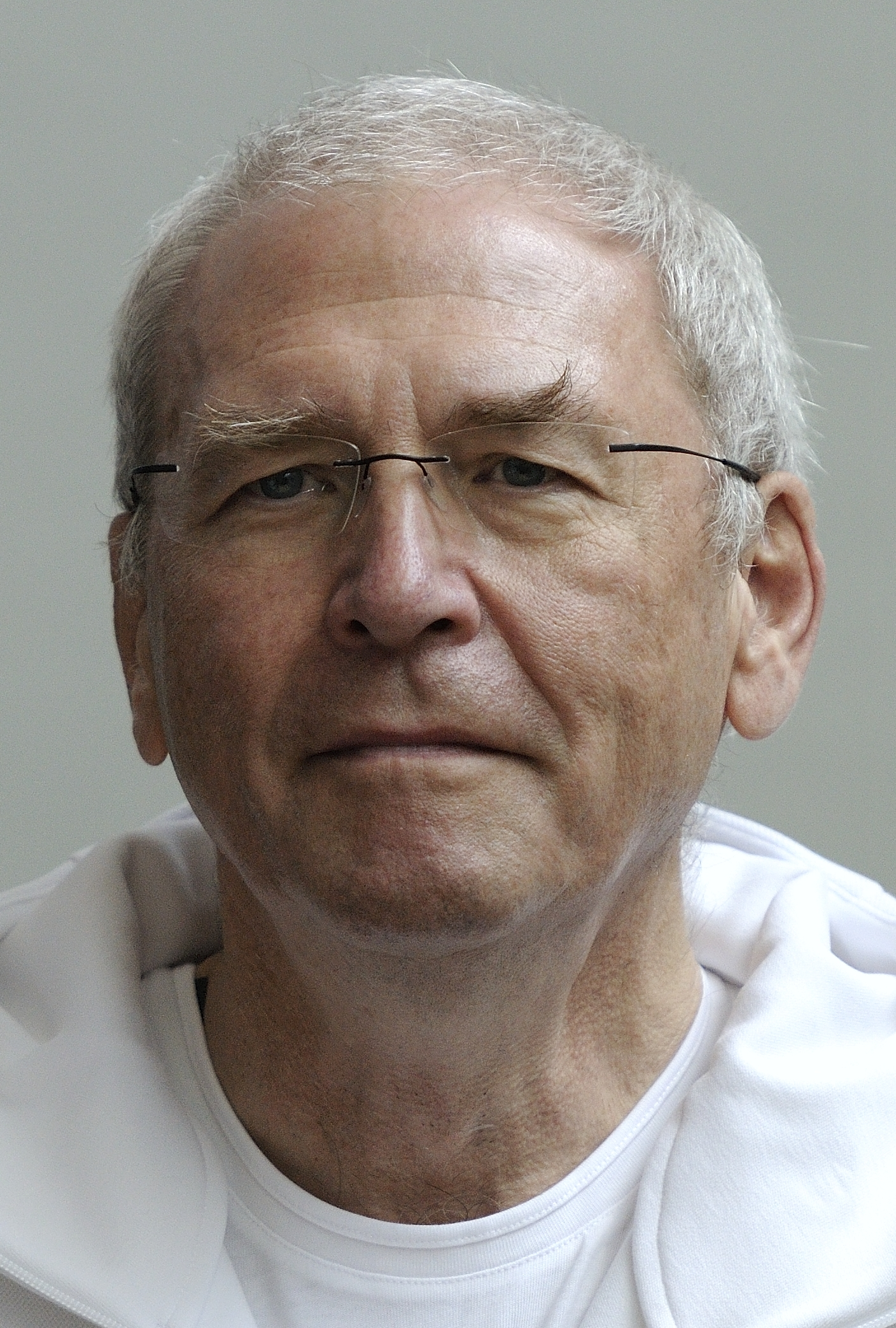
Michael Vesper (2016)

Michael Vesper (* 6. April 1952 in Köln) ist ein deutscher Sportfunktionär und Politiker (Bündnis 90/Die Grünen). Von 2006 bis Ende 2017 bekleidete er das Amt des Vorstandsvorsitzenden des Deutschen Olympischen Sportbundes (DOSB). Seit März 2018 ist er Präsident des Direktoriums für Vollblutzucht und Rennen, das den Galopprennsport in Deutschland vertritt.

## Frühe Karriere
Er besuchte das Görres-Gymnasium in Düsseldorf. Vesper wurde als Schüler Mitglied der Katholischen Studierenden Jugend, in der er es bis zum stellvertretenden Bundesleiter brachte. Nach dem Abitur 1970 absolvierte Vesper ein Studium der Mathematik und Soziologie an der Universität zu Köln und der Universität Bielefeld, welches er 1976 als Diplom-Soziologe beendete. Von 1977 bis 1983 war er danach als wissenschaftlicher Mitarbeiter an der Fakultät für Soziologie der Universität Bielefeld tätig. Hier erfolgte 1982 auch seine Promotion zum Dr. rer. soc. mit einer Dissertation zum Thema Überleben in Namibia: ‚Homelands‘ und kapitalistisches Weltsystem.

## Politische Karriere
Vesper gehörte 1979 zu den Gründungsmitgliedern der Partei Die Grünen und war von 1982 bis 1983 Sprecher des Landesvorstands der Grünen Nordrhein-Westfalen. Von 1983 bis 1990 arbeitete er als Geschäftsführer der Bundestagsfraktion der Grünen. Vesper war von 1990 bis 1995 Mitglied des Landtages von Nordrhein-Westfalen. In dieser Zeit war er auch Parlamentarischer Geschäftsführer der Fraktion Bündnis 90/Die Grünen. Vom 2. Juni bis zum 24. Oktober 2000 gehörte er erneut dem Landtag von Nordrhein-Westfalen an. Ab 2005 war er wiederum Landtagsabgeordneter mit Kandidatur im Landtagswahlkreis Bielefeld I. In Düsseldorf wurde er am 8. Juni 2005 zum Zweiten Vizepräsidenten des Landtags gewählt. Wegen seines Wechsels zum DOSB legte er sein Landtagsmandat Ende September 2006 nieder.
1995 wurde Vesper als Minister für Bauen und Wohnen sowie als Stellvertreter des Ministerpräsidenten in die von Johannes Rau geführte Landesregierung von Nordrhein-Westfalen berufen. Diese Ämter behielt er auch unter dessen Amtsnachfolger Wolfgang Clement. Nach der Landtagswahl 2000 wurde er erneut zum Stellvertretenden Ministerpräsidenten und zum Minister für Städtebau und Wohnen, Kultur und Sport ernannt. Diese Funktionen behielt er auch unter Clements Nachfolger Peer Steinbrück. Infolge des Wechsels von Wolfgang Clement in das Kabinett Gerhard Schröders nach der Bundestagswahl 2002 war Michael Vesper vom 21. Oktober bis zum 6. November 2002 geschäftsführender Ministerpräsident Nordrhein-Westfalens und damit der erste Grünen-Politiker, der eine Landesregierung führte. Nach der Landtagswahl 2005, bei der die rot-grüne Koalition ihre Mehrheit verloren hatte, schied er am 24. Juni 2005 aus der Landesregierung aus.
Von März 1999 bis Dezember 2006 war er zudem als Vertreter der Bundesrepublik Deutschland Mitglied im Verwaltungsrat von Deutschlandradio.

## Sportfunktionär

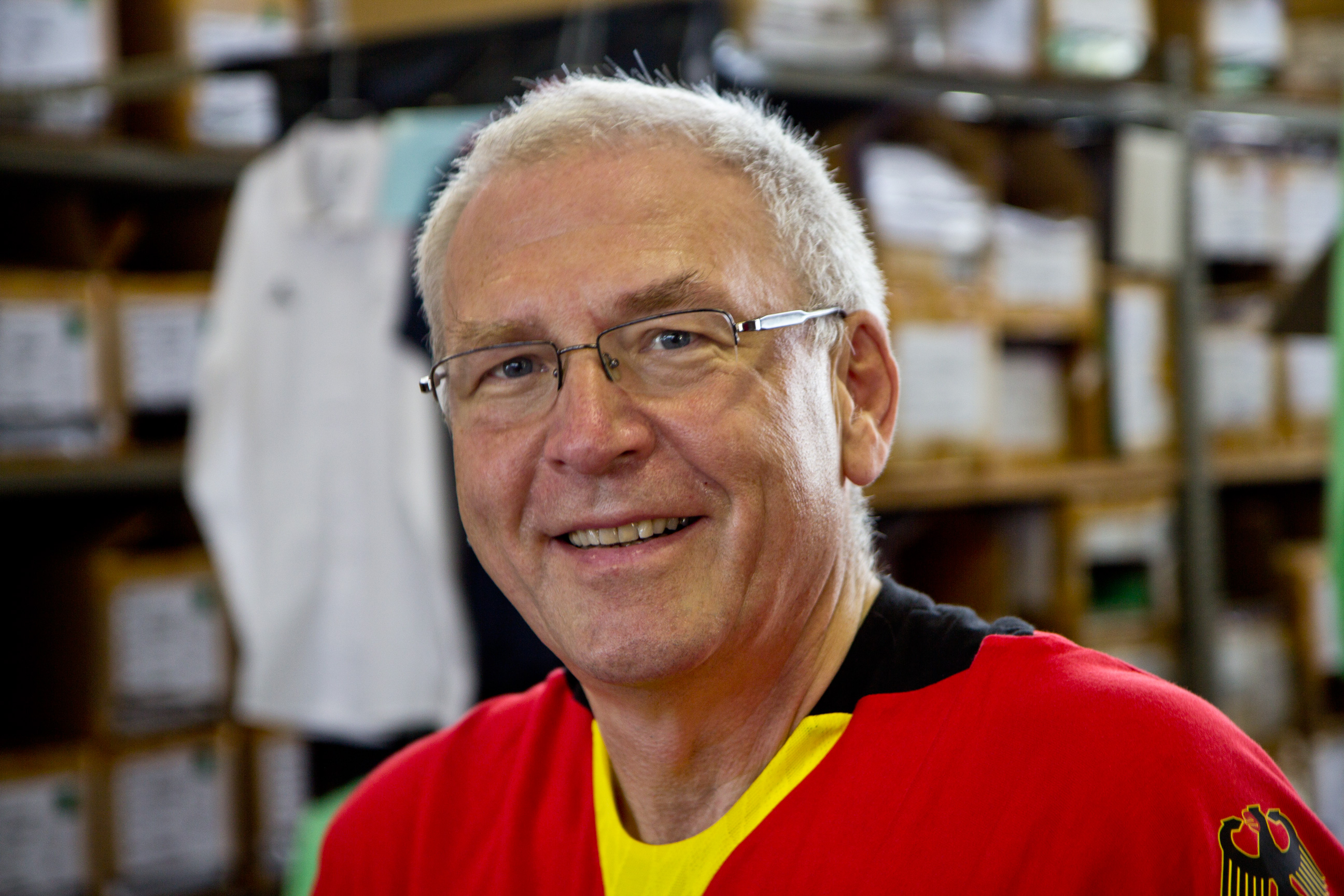
Michael Vesper während der Einkleidung der deutschen Athleten für Olympia 2012 in London

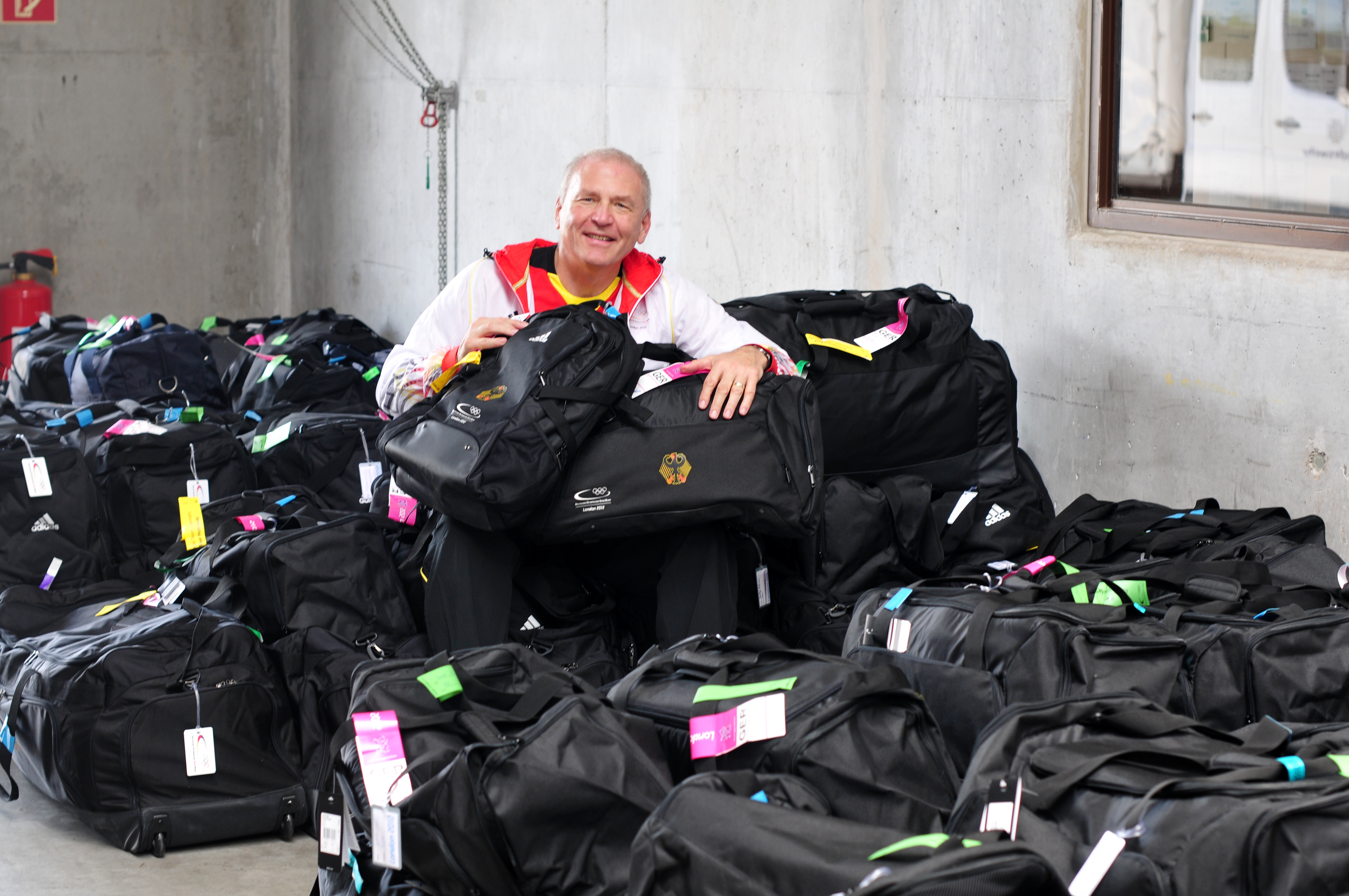
Michael Vesper (2012)

Am 1. Oktober 2006 trat Michael Vesper sein zunächst auf fünf Jahre befristetes Amt als Generaldirektor des DOSB an. Seit der Strukturreform des DOSB, die zur Mitgliederversammlung 2014 beschlossen wurde, bekleidete er den Posten des Vorstandsvorsitzenden. Sein Vertrag lief bis Ende 2017.
In die Kritik geriet er hier kurz vor Beginn der Olympischen Sommerspiele 2008 in China. In einem Interview mit der ARD, das u. a. im Weltspiegel vom 3. August 2008 ausgestrahlt wurde, äußerte er sich vor Ort in seiner Funktion als Chef de Mission der deutschen Olympiamannschaft folgendermaßen: „In jedem Land der Welt, auch in der Bundesrepublik Deutschland, werden Internetseiten gesperrt. Bei uns sind es rechtsradikale Seiten, die gesperrt werden. Und es ist natürlich auch in China so, dass einzelne Seiten gesperrt werden.“ Diese Gleichsetzung zog eine heftige Diskussion nach sich, deren Grundaussage darin lag, man könne das Blockieren von strafrechtlich relevanten Inhalten nicht mit der Einschränkung der Meinungsvielfalt vergleichen. Zwei Tage vor Beginn der Spiele, am 5. August 2008, drückte Vesper hierüber sein Bedauern aus, zog seine Äußerungen zurück und sprach von einem Missverständnis.
Am 14. März 2018 wurde er zum Präsidenten des Direktoriums für Vollblutzucht und Rennen e. V., der Dachorganisation des deutschen Galopprennsportes, gewählt. Über die Besitzergemeinschaft Liberty Racing 2021 ist Vesper Miteigentümer des Derby-Siegers des Jahres 2023 Fantastic Moon.

## Haltung zur Glücksspielbranche
Vesper und andere Sportfunktionäre forderten im November 2013, die Anzahl der Konzessionierungen von online-Glücksspielanbietern nicht zu begrenzen. Er war auch in einem Werbevideo des Deutschen Sportwettenverbandes zu sehen.

## Sonstiges Engagement
Vesper ist seit September 2018 als Berater bei der Beust & Coll. Beratungsgesellschaft tätig sowie seit 2021 in gleicher Funktion für den Discounter Lidl.

## Ehrungen
2004 wurde ihm die Ehrendoktorwürde der rechtswissenschaftlichen Fakultät der Fernuniversität Hagen verliehen. 2006 erhielt Michael Vesper für seine Tätigkeit als Landesbauminister die Heinz-Schmitz-Gedächtnismedaille des Landesverbandes Nordrhein-Westfalen des Bundes Deutscher Baumeister, Architekten und Ingenieure. Am 24. August 2012 wurde er „für seinen großen Einsatz in der Politik und für den Sport“ mit dem Verdienstorden des Landes Nordrhein-Westfalen ausgezeichnet.

## Familie
Michael Vesper ist mit Ferdos Forudastan verheiratet, hat vier Kinder und lebt in Köln. Sein Bruder Stefan Vesper war von 1999 bis zum Jahresende 2019 der Generalsekretär des Zentralkomitees der deutschen Katholiken (ZdK).

## Sonstiges
Michael Vesper ist bekennender Fan des Fußballvereins DSC Arminia Bielefeld.